# Yves Baraye
Bertrand Yves Baraye (Dakar, 22 giugno 1992) è un calciatore senegalese, attaccante o ala dell'Ospitaletto.

## Biografia
È fratello di Joel Baraye, anch'egli calciatore.

## Caratteristiche tecniche
Gioca principalmente come ala sinistra, essendo duttile può giocare anche sulla fascia opposta, come trequartista svariando su tutto il fronte d'attacco, e all'occorrenza come prima punta come "falso nueve", dotato di una buona tecnica di base possiede anche una buona capacità di corsa, molto rapido nei dribbling, si dimostra abile anche nel saper fornire assist ai compagni.

## Carriera
Cresciuto calcisticamente nel Olympique Marsiglia e successivamente passato all'Udinese dove non è mai arrivato in prima squadra, nel 2011 si accasa al Lumezzane. Gioca per due stagioni con i Valgobbini collezionando 62 presenze ed otto reti.
Il 29 agosto 2013 viene ceduto a titolo definitivo al Chievo, che lo gira in prestito alla Juve Stabia militante in Serie B.
Il 26 ottobre esordisce nella serie cadetta contro l'Empoli, subentrando negli ultimi quindici minuti al posto di Matteo Contini ma non riuscendo ad evitare la sconfitta della propria squadre per 0-2.
La settimana successiva gioca la prima partita da titolare contro il Varese, siglando la rete del momentaneo 1-1, prima rete in cadetteria per il senegalese. In totale raccoglie 19 presenze e due reti al suo primo anno con i campani.
Il 26 agosto 2014 viene ceduto a titolo temporaneo dai clivensi alla Torres con i quali scende di una categoria, giocando in Lega Pro. In totale fa registrare 36 presenze e tre reti a fine stagione.
Nel 2015 viene rilasciato dal Chievo e nel mercato estivo passa al Parma, che riparte dalla Serie D a causa del fallimento avvenuto nei mesi antecedenti. Il 16 settembre esordisce contro la Fortis Juventus e segna una doppietta per il 5-0 finale dei crociati. Il 4 ottobre realizza la prima tripletta nella vittoria per 5-1 contro la Correggese. A fine stagione, con 20 reti in 31 presenze, risulta essere decisivo per la promozione degli emiliani in Lega Pro.
Nella successiva stagione Baraye gioca quasi sempre da titolare e risulta incisivo con nove reti ed otto assist in 32 incontri, aiutando la squadra a classificarsi seconda nel proprio girone. Durante i play-off per la promozione in Serie B, risulta ancora utile alla squadra giocando tutte le partite, segnando due reti e fornendo l'assist per il momentaneo 1-0 in semifinale a Luigi Scaglia contro il Pordenone, partita poi vinta dal Parma ai rigori.
L’anno seguente con 28 presenze e 1 gol contribuisce alla promozione degli emiliani in Serie A, categoria nella quale nel 2018-2019 non avrà modo di debuttare a causa della restrizione delle liste, pur collezionando una presenza in Coppa Italia e due panchine nel periodo invernale di riapertura delle liste, risultando in questo modo l'unico giocatore del Parma ad essere rimasto in rosa per le quattro stagioni dalla Serie D alla Serie A. Il 31 gennaio 2019 viene ceduto in prestito con opzione di riscatto al Padova in Serie B. Non riscattato dai veneti retrocessi in Serie C, il 29 agosto dello stesso anno viene ufficializzato il prestito del giocatore ai portoghesi del Gil Vicente, club militante nella Primeira Liga. Il 7 ottobre 2020 fa ritorno nuovamente al club portoghese, firmando un contratto annuale.

## Statistiche

### Presenze e reti nei club
Statistiche aggiornate al 22 ottobre 2024.
| Stagione           | Squadra            | Campionato         | Campionato | Campionato | Coppe nazionali | Coppe nazionali | Coppe nazionali | Coppe continentali | Coppe continentali | Coppe continentali | Altre coppe | Altre coppe | Altre coppe | Totale | Totale |
| Stagione           | Squadra            | Comp               | Pres       | Reti       | Comp            | Pres            | Reti            | Comp               | Pres               | Reti               | Comp        | Pres        | Reti        | Pres   | Reti   |
| ------------------ | ------------------ | ------------------ | ---------- | ---------- | --------------- | --------------- | --------------- | ------------------ | ------------------ | ------------------ | ----------- | ----------- | ----------- | ------ | ------ |
| 2011-2012          | Lumezzane          | 1D                 | 32         | 5          | CI+CI-LP        | 1+2             | 0               | -                  | -                  | -                  | -           | -           | -           | 35     | 5      |
| 2012-2013          | Lumezzane          | 1D                 | 30         | 3          | CI+CI-LP        | 2+2             | 0+1             | -                  | -                  | -                  | -           | -           | -           | 34     | 4      |
| ago. 2013          | Lumezzane          | 1D                 | 0          | 0          | CI+CI-LP        | 2+0             | 0               | -                  | -                  | -                  | -           | -           | -           | 2      | 0      |
| Totale Lumezzane   | Totale Lumezzane   | Totale Lumezzane   | 62         | 8          |                 | 9               | 1               |                    | -                  | -                  |             | -           | -           | 71     | 9      |
| ago. 2013-2014     | Juve Stabia        | B                  | 19         | 2          | CI              | 0               | 0               | -                  | -                  | -                  | -           | -           | -           | 19     | 2      |
| 2014-2015          | Torres             | LP                 | 36         | 3          | CI-LP           | 0               | 0               | -                  | -                  | -                  | -           | -           | -           | 36     | 3      |
| 2015-2016          | Parma              | D                  | 31+1       | 20         | CI-D            | 1               | 1               | -                  | -                  | -                  | -           | -           | -           | 33     | 21     |
| 2016-2017          | Parma              | LP                 | 32+6       | 9+2        | CI-LP           | 1               | 0               | -                  | -                  | -                  | -           | -           | -           | 39     | 11     |
| 2017-2018          | Parma              | B                  | 28         | 1          | CI              | 1               | 0               | -                  | -                  | -                  | -           | -           | -           | 29     | 1      |
| 2018-gen. 2019     | Parma              | A                  | 0          | 0          | CI              | 1               | 0               | -                  | -                  | -                  | -           | -           | -           | 1      | 0      |
| Totale Parma       | Totale Parma       | Totale Parma       | 91+7       | 30+2       |                 | 4               | 1               |                    | -                  | -                  |             | -           | -           | 102    | 33     |
| gen.-giu. 2019     | Padova             | B                  | 14         | 2          | CI              | 0               | 0               | -                  | -                  | -                  | -           | -           | -           | 14     | 2      |
| 2019-2020          | Gil Vicente        | PL                 | 26         | 3          | CP+CdL          | 2+0             | 0               | -                  | -                  | -                  | -           | -           | -           | 28     | 3      |
| 2020-2021          | Gil Vicente        | PL                 | 20         | 1          | CP+CdL          | 2+0             | 0               | -                  | -                  | -                  | -           | -           | -           | 22     | 1      |
| Totale Gil Vicente | Totale Gil Vicente | Totale Gil Vicente | 46         | 4          |                 | 4               | 0               |                    | -                  | -                  |             | -           | -           | 50     | 4      |
| feb.-giu. 2022     | Belenenses SAD     | PL                 | 13         | 2          | CP+CdL          | -               | -               | -                  | -                  | -                  | -           | -           | -           | 13     | 2      |
| 2022-2023          | Vojvodina          | SL                 | 29+5       | 3+2        | CS              | 3               | 0               | -                  | -                  | -                  | -           | -           | -           | 37     | 5      |
| lug.-ago. 2023     | Vojvodina          | SL                 | 0          | 0          | -               | -               | -               | UECL               | 2                  | 0                  | -           | -           | -           | 2      | 0      |
| Totale Vojvodina   | Totale Vojvodina   | Totale Vojvodina   | 29+5       | 3+2        |                 | 3               | 0               |                    | 2                  | 0                  |             | -           | -           | 39     | 5      |
| ago. 2023-2024     | Marítimo           | SL                 | 4          | 0          | CP+CdL          | 2+0             | 0+0             | -                  | -                  | -                  | -           | -           | -           | 6      | 0      |
| 2024-2025          | Ospitaletto        | D                  | 1          | 0          | CI-D            | 0               | 0               | -                  | -                  | -                  | -           | -           | -           | 1      | 0      |
| Totale carriera    | Totale carriera    | Totale carriera    | 273+7      | 51         |                 | 19              | 2               |                    | 2                  | 0                  |             | -           | -           | 299    | 53     |

### Record
- Primo calciatore ad aver ottenuto tre promozioni consecutive con la stessa maglia, dalla Serie D alla Serie A, insieme ad Alessandro Lucarelli e Pasquale Mazzocchi.

## Palmarès

### Club

#### Competizioni nazionali
- Campionato italiano di Serie D: 2

Parma: 2015-2016 (girone D)
Ospitaletto: 2024-2025 (girone B)